# Yeah Yeah Yeah Yeah
Yeah Yeah Yeah Yeah – duet punk rockowych zespołów Bikini Kill (Stany Zjednoczone) i Huggy Bear (Wielka Brytania). Wydawnictwo pojawiło się w 1993 dzięki wytwórni Kill Rock Stars.
Piosenka „Rebel Girl” została wykonana po raz pierwszy na żywo w dniu 27 grudnia 1991 w St. Stephen w Waszyngtonie (stolicy USA), i została zadedykowana przyjaciółce zespołu, Julianie Luecking, której postać zainspirowała tekst utworu. Kompozycja pojawiła się na kolejnym wydawnictwie grupy, Pussy Whipped (1993) i wykorzystano ją w grze Rock Band 2. 

## Lista utworów
1. „White Boy”
2. „This Is Not a Test”
3. „Don't Need You”
4. „Jigsaw Youth”
5. „Resist Psychic Death”
6. „Rebel Girl”
7. „Outta Me"